# Unbetiteltes Nas-Album
Nas’ Album, welches im Juli 2008 veröffentlicht wurde, ist das neunte offizielle Studioalbum des aus New York stammenden Rappers und trägt keinen offiziellen Namen.

## Entstehungsgeschichte
Ursprünglich sollte dieses Album den Titel „Nigger“ tragen; So wurde dies zumindest von Nas bei einer Aufführung in New York City am 12. Oktober 2007 angekündigt. Am 19. Mai 2008 wurde jedoch bestätigt, dass Nas den Titel des Albums in „ohne Titel“ änderte. Es wurde angemerkt, dass die Menschen immer wissen werden, was der eigentliche Titel dieses Albums ist und es so nennen werden. Das Cover des Albums zeigt den nackten Rücken von Nas, mit Peitschen-Narben, die den Buchstaben N bilden, einen Verweis auf die Rassendiskriminierung und die Folter von Sklaven.

## Kritiken
Die Kritiken zum Album fielen generell positiv aus. Jedoch beschrieben Internetseiten wie laut.de oder rap.de das Album als extrem schwer verständlich, da unzählige Querverweise, Anspielungen und Wortspiele es einem Nicht-Amerikaner sehr schwer machen das Album 100-prozentig zu verstehen. Die Kontroversen, die sich schon bei der Entstehung und Titelauswahl des Albums andeuteten, werden im Werk selber nur fortgesetzt. „Der Longplayer“, so schreibt laut.de, „ist politisierend, und furios. Die lyrische Perfektion von Nas’ die seit Illmatic aus dem Jahre 1994 stets gelobt wird, ist auch in diesem Album nicht wegzureden“. Als negative Punkte werden häufig die nicht immer passend gewählten Beats erwähnt und die zeitweisende fehlende Zurschaustellung des Flows von Nas als eigentlicher Rapper.
Bei den Grammy Awards 2009 wurde das Album in der Kategorie Best Rap Album nominiert, unterlag jedoch Tha Carter III von Lil Wayne.

## The Nigger Tape
Am 9. Juni 2008 veröffentlichte Nas mit DJ Green Lantern ein Mixtape mit dem Titel The Nigger Tape. Das Mixtape wurde durch nasindependenceday veröffentlicht. Auf dem Mixtape sind drei Songs, die später auf Untitled übernommen wurden, sowie diverse unveröffentlichte Tracks enthalten.

## Titelliste
1. Queens Get the Money (produziert von Jay Electronica)
2. You Can't Stop Us Now feat. Eban Thomas of The Stylistics & The Last Poets (produziert von Salaam Remi)
3. Breathe (produziert von J. Myers & Dustin Moore)
4. Make The World Go Round feat. Chris Brown & The Game (produziert von Cool & Dre & The Game)
5. Hero feat. Keri Hilson (produziert von Polow Da Don)
6. America (produziert von Stargate)
7. Sly Fox (produziert von stic.man of dead prez)
8. Testify (produziert von Mark Batson)
9. N.I.*.*.E.R. (The Slave And The Master) (produziert von DJ Toomp)
10. Untitled (produziert von stic.man of dead prez)
11. Fried Chicken feat. Busta Rhymes (produziert von Marc Ronson)
12. Project Roach feat. The Last Poets (produziert von Eric Hudson)
13. Y'all My Ni**as (produziert von J. Myers)
14. We're Not Alone feat. Mykel (produziert von stic.man of dead prez)
15. Black President (produziert von DJ Green Lantern)
16. Be A Ni**er Too (Bonus-Track)
17. Proclamation (Bonus-Track)
18. War Is Necessary (Bonus-Track)
19. Middle Finger feat David Banner(Bonus-Track)